# Sunion

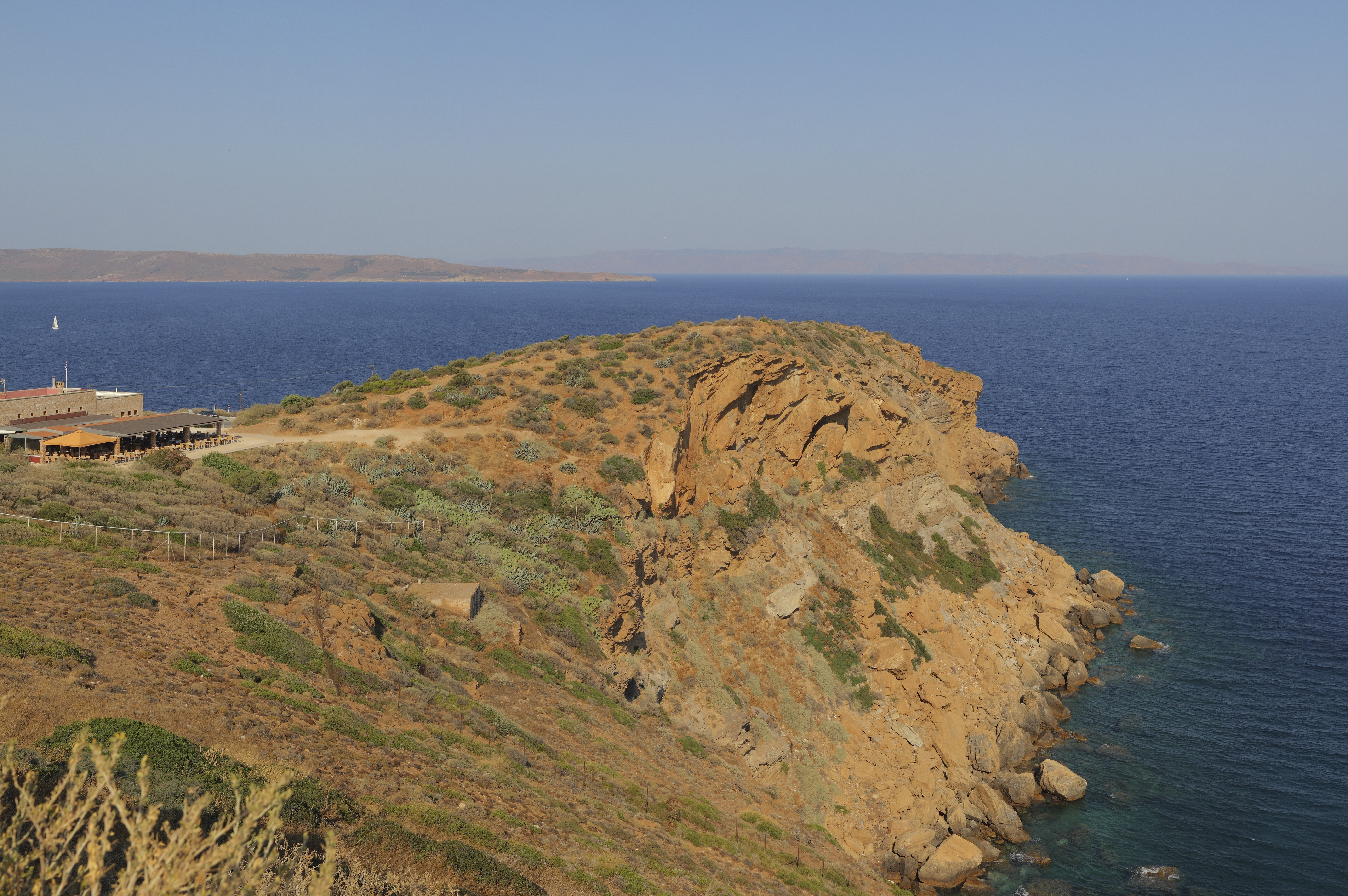
Sunion

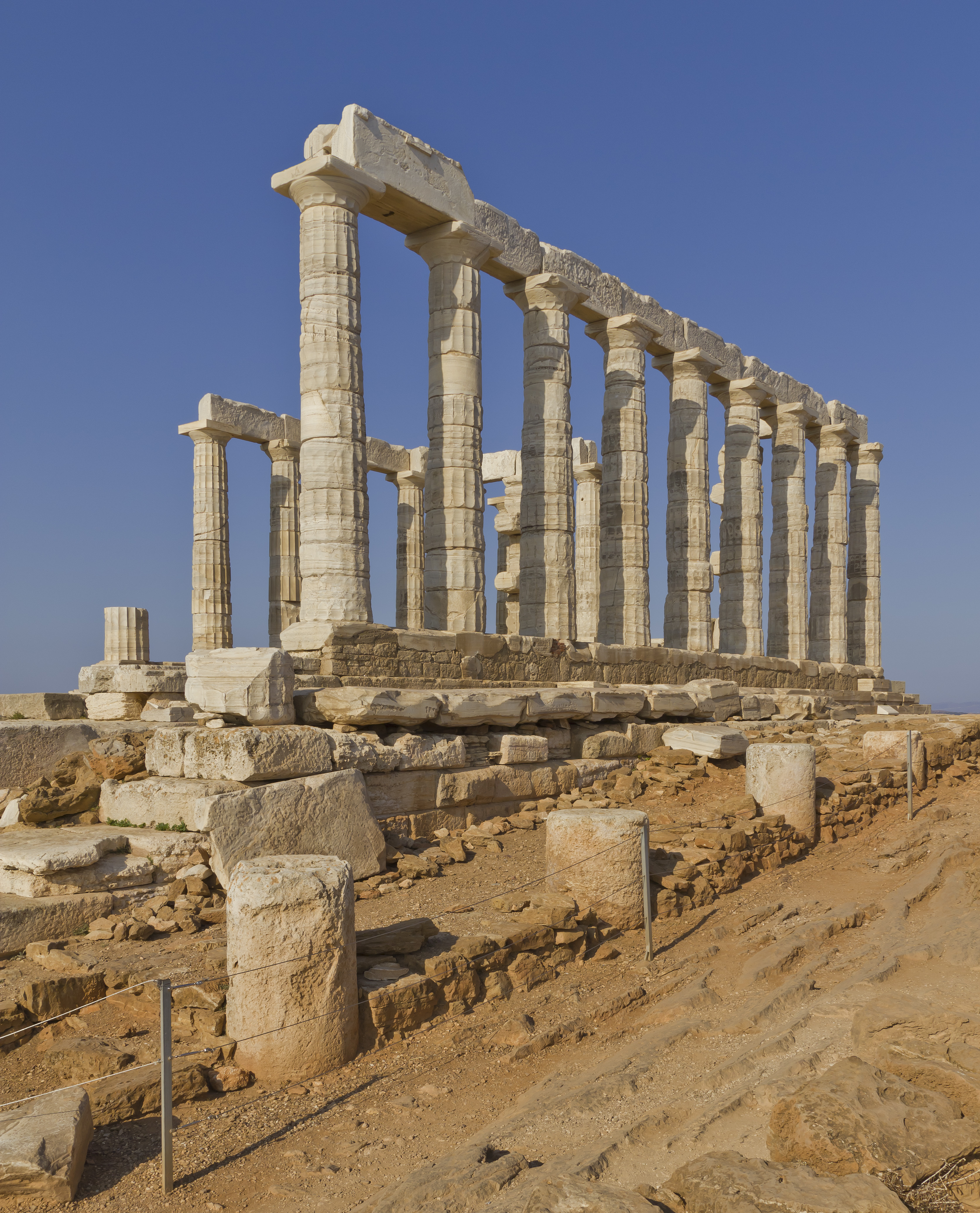
Świątynia Posejdona na Sunionie

Sunion (gr. Σούνιο - Sunio, łac. Sunium) – przylądek w Grecji u południowo-wschodnich wybrzeży Attyki. Znajdują się tu ruiny świątyni Posejdona, drugiej po Partenonie najchętniej fotografowanej w Grecji. Miejsce to znane jest też jako punkt widokowy do obserwacji Morza Egejskiego i zachodów słońca. Wzgórze z zespołem świątynnym to teren państwowego muzeum archeologicznego, czynnego właśnie „Do zachodu słońca”.

## Opis
Na stromo wznoszącej się skale, od południa niemal pionowej, ponad 60 m nad lustrem Morza Egejskiego w epoce archaicznej znajdował się ołtarz otoczony kolosalnymi kurosami, z których najstarszy znajduje się obecnie w muzeum University of Cambridge. Budowę świątyni rozpoczęto na początku V wieku p.n.e., jednak w 490 r. p.n.e. została ona zniszczona przez Persów jeszcze przed ukończeniem. Ostatecznie świątynię Posejdona wzniesiono tutaj w 440 r. p.n.e.
Do dziś z dawnej świątyni zachowało się 18 marmurowych doryckich kolumn (z oryginalnie 36 szt.). W zespole obiektów, od strony zachodniej, odkryto pozostałości doków stoczni remontowych. Wzgórze otoczono murem obronnym, z obszernymi fragmentami zachowanymi do dziś. Na sąsiednim wzgórzu zbudowano świątynię bogini Ateny, z której zachowały się tylko fundamenty. Świątynię Ateny zbudowano najprawdopodobniej VI wieku p.n.e. Wkrótce uległa zniszczeniu i odbudowano ją w 470 r. p.n.e., jednak w I wieku n.e. materiał z niej pochodzący wykorzystano do budowy świątyni Ateny w Atenach.  
Już w starożytności Sunion stanowił charakterystyczny punkt orientacyjny dla marynarzy, zmierzających do Pireusu i Aten a także miejsce z którego możliwa była kontrola przez starożytne Ateny statków kierujących się do portu w Pireusie oraz w przeciwnym kierunku kierujących się na Morze Egejskie. Według mitologii Sunion jest miejscem śmierci Egeusza, który rzucił się stąd do morza, kiedy zauważył czarny żagiel łodzi, obwieszczający rzekomą śmierć jego syna Tezeusza.